# Le migliori opere di fantascienza
Le migliori opere di fantascienza (The Best Science Fiction of Isaac Asimov) è un'antologia di racconti fantascientifici del 1986 dello scrittore statunitense Isaac Asimov.

## Elenco dei racconti
- Tutti i guai del mondo (All the Troubles of the World)
- Un colpo di mano (A Loint of Paw; pubblicato in italiano anche come Una nicchia nel tempo)
- Il passato è morto (The Dead Past; pubblicato in italiano anche come Il cronoscopio
- Morte di un Foy (Death of a Foy)
- Sognare è una faccenda privata (Dreaming Is a Private Thing)
- Nel mondo dei sogni (Dreamworld)
- Occhi non soltanto per vedere (Eyes Do More Than See)
- Nove volte sette (The Feeling of Power)
- Mosche (Flies)
- Trovati! (Found!)
- Come avere successo nella fantascienza (The Foundation of S.F. Success)
- Diritto di voto (Franchise)
- Quanto si divertivano (The Fun They Had)
- Al principio (How It Happened)
- Be', le invento così (I Just Make Them Up, See!)
- A Marsport senza Hilda (I'm in Marsport Without Hilda)
- Onorate l'altissimo poeta (The Immortal Bard)
- Una così bella giornata (It's Such a Beautiful Day)
- Il barzellettiere (Jokester)
- L'ultima risposta (The Last Answer)
- L'ultima domanda (The Last Question)
- Mio figlio, il fisico (My Son, the Physicist)
- Necrologio (Obituary)
- S, come Zebatinsky (Spell My Name with an S)
- Crumiro (Strikebreaker)
- La scommessa (Sure Thing)
- L'ultimo nato (The Ugly Little Boy)
- Alle dieci del mattino (Unto the Fourth Generation; pubblicato in italiano anche come Fino alla quarta generazione)

## Edizioni
- Isaac Asimov, Le migliori opere di fantascienza, traduzione di Roberta Rambelli, Cosmo Serie Oro. Classici della Narrativa di Fantascienza n.84, Editrice Nord, 1987.